# Paderne de Alhariz

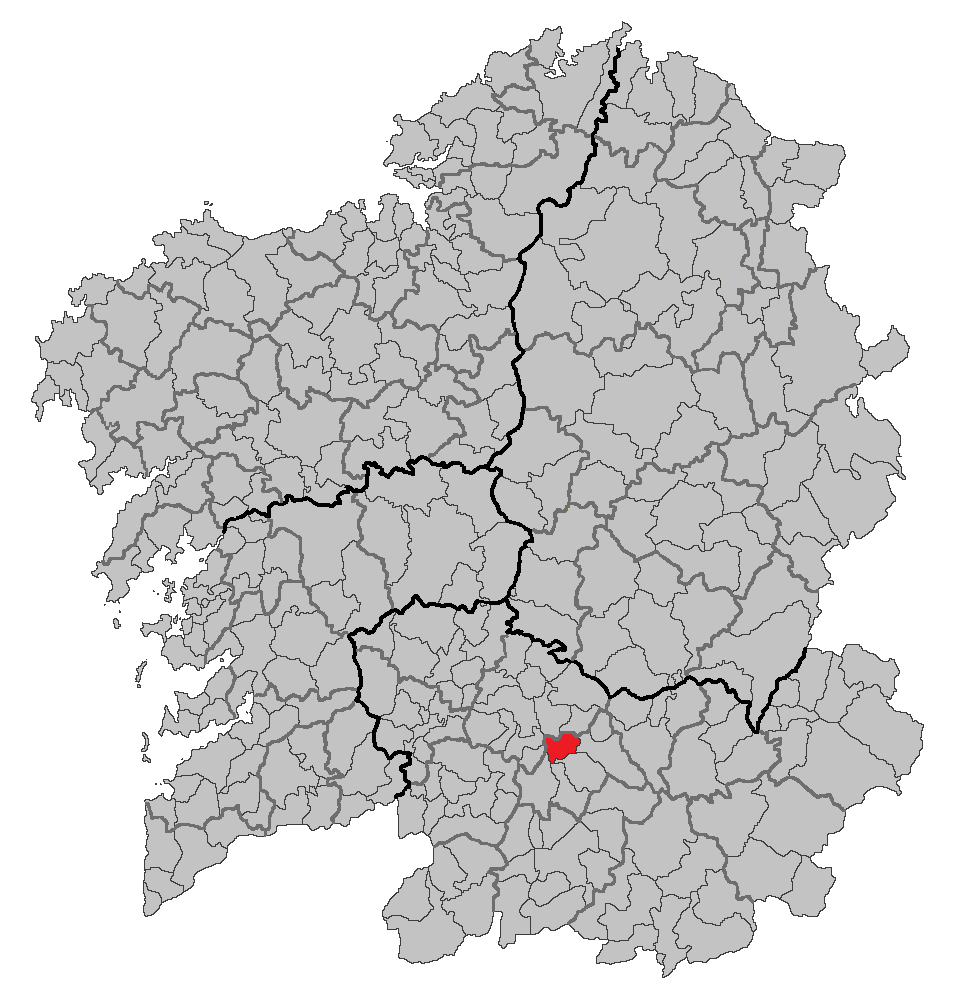
Localização de Paderne de Alhariz

Paderne de Alhariz (Paderne de Allariz) é um município da Espanha na província
de Ourense,
comunidade autónoma da Galiza, de área 38,76 km² com população de 1605 habitantes (2007) e densidade populacional de 41,96 hab/km².

## Demografia
| Variação demográfica do município entre 1991 e 2004 | Variação demográfica do município entre 1991 e 2004 | Variação demográfica do município entre 1991 e 2004 | Variação demográfica do município entre 1991 e 2004 |
| --------------------------------------------------- | --------------------------------------------------- | --------------------------------------------------- | --------------------------------------------------- |
| 1991                                                | 1996                                                | 2001                                                | 2004                                                |
| 1820                                                | 1781                                                | 1667                                                | 1630                                                |